# Ніколя Ростуше
Ніколя Ростуше (фр. Nicolas Rostoucher, 15 лютого 1981) — французький плавець.
Учасник Олімпійських Ігор 2000, 2004, 2008 років.
Призер Чемпіонату Європи з водних видів спорту 2002, 2004, 2006 років.
Призер Чемпіонату Європи з плавання на короткій воді 2001 року.